# Romance Town
Romance Town (en hangul, 로맨스 타운) o también llamado Maids, fue un drama coreano producido por KBS 2TV, que empezó a transmitirse desde el 11 de mayo de 2011 y terminó el 14 de julio del mismo año, en el horario nocturno miércoles y jueves bajo 20 episodios. El dorama tuvo nacionalmente un rating de 9,1.
El drama fue protagonizado por Sung Yu Ri y Jung Gyu Woo.

## Argumento
Este drama trata sobre las empleadas y familias que viven en un residencial. Empieza cuando No Soon Geum(interpretada por Sung Yu Ri) trabaja en el servicio doméstico de las casa de los ricos. Es audaz, valiente y sin miedo de hacer el trabajo duro para mantenerse a sí misma. Desde niña siempre ha soñado con vivir una gran vida como en el cuento de la Cenicienta, pero ese sueño se desvanece cuando se topa con la realidad. Un día es contratada como empleada doméstica para el rico y guapo Kang Gun Woo(interpretado por Jung Gyu Woon).
Pero todas las desventuras de nuestra protagonista empiezan cuando se enamora de Kang Gun Woo, pero el no la mira de esa manera.
Un día que fue a comprar la lotería donde todas las empleadas contribuían, se compró otro tiquete de lotería para ella sola, separándolos billetes en las diferentes bolsas del suéter, uno de esos tiquetes fue el ganador del premio mayor y ella inocentemente lo confundió con el de ella, pero para no tener problemas y persecuciones de los demás cambia el tiquete en un negocio sucio y esconde el dinero, y empieza a llevar una doble vida, un día que andaba de compras se topa con Gun Woo y él se enamora de ella, y la empieza a seguir y buscar, y empiezan a salir.
Después de un tiempo él se da cuenta de la mentira, pero la perdona después de un tiempo, pero la familia de él no la aprueba y el mejor amigo de Gun Woo y vecino también se enamora y está detrás de Soon Geum.

## Reparto
- Sung Yu Ri es No Soon Geun.
- Jung Gyu-woo es Kang Gun Woo.[1]
- Kim Min Joon es Kin Young Hee.
- Min Hyo Rin es Jung Da Kyum.
- Lee Jae Yong es Kang Tae Won.
- Yang Jung Ah es Seo Yoon Joo.
- Jo Hwi Joon es Kang San.
- Ban Hyo Jung es Yoo Choon Jak.
- Park Ji Young es Oh Hyun Joo.
- Lee Jung Gil es Jang Chi Gook.
- Shin Shin Ae Kim Soon Ok.
- Kwon Ki Sun es  Oh Boon Ja.
- Kim Ye-won es Thu Zar Lin.
- Jo Sung-ha es Hwang Yong.
- Kim Soo Hyun es Hwang Joo Won.
- Lee Kyung Shil es Uhm Soo Jung.
- Kim Jae In es Yoon Shi Ah.
- Joo Jin Mo as No Sang Hoon.
- Kim Dong Bum es Choi Goon.
- Heo Tae Hee es Son Jin Pyo.
- Im Ye Jin es La mamá de Soon Geun.

## Audiencia
| Fecha      | Episodio | Nacional   | Seúl        |
| ---------- | -------- | ---------- | ----------- |
| 2011-05-11 | 1        | 7.3 (19.º) | 7.8 (17.º)  |
| 2011-05-12 | 2        | 7.2 (19.º) | 7.8 (13.º)  |
| 2011-05-18 | 3        | 7.6 (15.º) | 7.4 (18.º)  |
| 2011-05-19 | 4        | 7.1 (20º)  | 8.3 (13.º)  |
| 2011-05-25 | 5        | 9.7 (8.º)  | 10.5 (8.º)  |
| 2011-05-26 | 6        | 9.7 (10.º) | 9.8 (12.º)  |
| 2011-06-01 | 7        | 9.3 (9.º)  | 10.1 (7.º)  |
| 2011-06-02 | 8        | 8.9 (11.º) | 10.1 (8.º)  |
| 2011-06-08 | 9        | 8.3 (12.º) | 9.7 (10.º)  |
| 2011-06-09 | 10       | 9.3 (9.º)  | 10.2 (8.º)  |
| 2011-06-15 | 11       | 8.2 (10.º) | 8.7 (11.º)  |
| 2011-06-16 | 12       | 9.0 (10.º) | 10.6 (9.º)  |
| 2011-06-22 | 13       | 7.6 (15.º) | 8.5 (18.º)  |
| 2011-06-23 | 14       | 7.8 (20º)  | 8.9 (14.º)  |
| 2011-06-29 | 15       | 9.0 (13.º) | 10.6 (10.º) |
| 2011-06-30 | 16       | 10.8 (9.º) | 13.1 (6.º)  |
| 2011-07-06 | 17       | 9.8 (11.º) | 11.4 (7.º)  |
| 2011-07-07 | 18       | 11.4 (8.º) | 13.3 (6.º)  |
| 2011-07-13 | 19       | 11.1 (8.º) | 12.3 (6.º)  |
| 2011-07-14 | 20       | 12.4 (6.º) | 13.7 (6.º)  |
| Promedio   | Promedio | 9,1%       | 10,1%       |

## Banda sonora
1. Tei - «You're The Only One»
2. Jessica - «Unstoppable Tears»
3. Alex Chu - «Good Smile»
4. HowL - «Only See You»
5. Kim Gu Rim - «It is OK to Being»

## Premios y nominaciones
| Año  | Categoría             | Premio          | Nominado   | Resultado |
| ---- | --------------------- | --------------- | ---------- | --------- |
| 2011 | Best Supporting Actor | KBS Drama Award | Jo Sung-ha | Nominado  |